# Tarn (departma)
Tarn (oznaka 81) je francoski departma, imenovan po reki Tarn, ki teče skozenj. Nahaja se v regiji Jug-Pireneji.

## Zgodovina
Departma je bil ustanovljen v času francoske revolucije 4. marca 1790 iz dela nekdanje province Languedoc.

## Geografija
Tarn leži v severnem delu regije Jug-Pireneji. Na zahodu meji na departma Zgornjo Garono, na severozahodu na Tarn in Garono, na severovzhodu na Aveyron, na jugovzhodu in jugu pa meji na departmaja regije Languedoc-Roussillon Hérault in Aude.